# Rossano Marchi
Rossano Marchi (Roma, 26 luglio 1966) è un costumista italiano, vincitore del Ciak d'oro per i migliori costumi nel 2012.

## Filmografia

### Cinema
- Il gioiellino, regia di Andrea Molaioli (2011)
- La kryptonite nella borsa, regia di Ivan Cotroneo (2011)
- Ci vuole un gran fisico, regia di Sophie Chiarello (2013)
- Aspirante vedovo, regia di Massimo Venier (2013)
- Il Natale della mamma imperfetta, regia di Ivan Cotroneo (2013)
- Pasolini, regia di Abel Ferrara (2014)
- Un bacio, regia di Ivan Cotroneo (2016)
- Dieci minuti, regia di Maria Sole Tognazzi (2024)

### Televisione
- La Compagnia del Cigno, regia di Ivan Cotroneo (2019)
- La vita che volevi, regia di Ivan Cotroneo (2024)

## Premi e riconoscimenti
- Ciak d'oro
  - 2012 - Migliori costumi per La kryptonite nella borsa[1]
- David di Donatello
  - 2012 - Nominato a miglior costumista per La kryptonite nella borsa[2]
- Nastro d'argento
  - 2012 - Nominato a migliori costumi per La kryptonite nella borsa[3]